# Nelson Nahim
Nelson Nahim (Campos dos Goytacazes, 29 de agosto de 1957) é um político brasileiro.

## Biografia
Irmão mais velho de Anthony Garotinho. Garotinho afirmou estar afastado de Nahim desde 2010.
Foi presidente da Câmara Municipal de Campos dos Goytacazes, chegando a assumir interinamente a prefeitura no lugar da mulher de Garotinho, Rosinha Garotinho, quando ela e seu vice, Francisco Arthur de Souza Oliveira, foram afastados pela Justiça Eleitoral por abuso de poder econômico e uso indevido dos meios de comunicação.
Nas eleições de 2014 concorreu a deputado federal pelo PSC, obtendo 25.872 votos, ficando como suplente.
Foi preso por exploração de menores e condenado junto com outras treze pessoas a doze anos de prisão por estupro de vulnerável, coação e exploração sexual de adolescentes pela juíza Daniela Barbosa Assumpção de Souza, da 3ª Vara Criminal de Campos. Antes dela, dezessete magistrados se declararam suspeitos para julgar o caso. Segundo as investigações, quinze crianças e adolescentes, entre oito e dezessete anos, todas muito pobres, eram mantidas numa casa de prostituição em Guarus, cujas portas e janelas permaneciam fechadas e as menores de idade eram forçadas a ingerir drogas para terem relações sexuais com os réus. Durante um ano, entre maio de 2008 e maio de 2009, elas só deixavam o local para programas sexuais. O crime só veio à tona depois que uma das vítimas conseguiu fugir e procurou o Conselho Tutelar em 2009.
Ficou preso de junho a outubro de 2016, sendo solto por um habeas corpus concedido pelo presidente do Supremo Tribunal Federal, Ricardo Lewandowski, em 18 de outubro de 2016. Em 2017, assumiu como deputado federal na vaga de Índio da Costa, que se licenciou do cargo para comandar a Secretaria de Urbanismo e Habitação do Rio de Janeiro.
E em janeiro de 2018, mesmo com condenações de estupro de vulnerável e exploração sexual, voltaria mais uma vez a assumir como deputado federal, suplente de Cristiane Brasil (filha de Roberto Jefferson), que deixaria o cargo para ser Ministra do Trabalho. Uma vez que a posse de Cristiane foi contestada na justiça e seu partido eventualmente retirou a indicação pouco tempo depois, Nahim acabou não assumindo.